# 今昔续百鬼——云
《今昔续百鬼：云》是京极夏彦的妖怪侦探小说集。百鬼夜行系列的番外篇中篇小说集。小说名字出自石山鸟燕的画集今夕画图续百鬼。

## 剧情简介
《今夕续百鬼：云》的主角是妖怪研究家多多良老师，他被卷入的案件有别于书斋派的京极堂物语，总是以意想不到的方式解决，每个故事更是鸟山石彦妖怪画的重新解读，充满解谜的快感。

## 登场人物

### 主要登场人物
多多良 胜五郎
在野妖怪、民俗传承研究家。
是京极堂为数众多的妖怪同好之一。外表矮小肥胖，常被说长得很像日本《文艺春秋》创办人菊池宽。总是散尽家产地云游四方，调查各种妖怪传说。脖子上老挂著两台宝贵的照相机，犹如黑洞的背包里一定会带上鸟山石燕的妖怪画集。个性鲁莽、冲动，毫无社会常识，听到「妖怪」二字便双眼发亮，就算事情和自己无关，也硬要凑上一脚。和同为妖怪痴的友人．沼上莲次四处寻访时，不知道为什麽总会碰上怪事，最后则会莫名其妙地看穿真相。
沼上 莲次
表面上是以印刷工为生的在野妖怪、民俗传承研究家，实际上是《百鬼夜行》系列中少数的常识人，老是被多多良耍得团团转。
战前是泥水匠，通过阅读柳田国男的《传说》对民俗学产生了兴趣，进而组织了同好会。
村木 富美
居住在山梨县山中的少女。在「岸涯小僧」事件中认识了多多良和沼上，在此之后经常帮助两人。
父母早亡，被祖父的好友村木作左卫门收养，成为了他的义女。虽然没有上过学，但是通过阅读养父收集的有关妖怪的书籍也对妖股产生了兴趣。

### 岸涯小僧
昭和25年多多良与沼上前往甲府的山中进行研究旅行，在山中迷路后听到有人高呼“河童”。在此之后认识了山中喜欢妖怪的地主进而引发的事件。
村木 作左卫门
居住村落附近的大地主，村木富美的养父。对妖怪无比热衷，邀请多多良两人来家休息。
和家人的关系因为财产继承的问题无比恶劣。同时因为长子试图购买山中的徒弟修建葡萄园又和村中的人关系非常差。
津坂 平四郎
村木作左卫门的老友，曾经送给他几条狗。

### 泥田坊
昭和26年初的冬天二人前往诹访进行研究旅行，在雪山中迷路后遇到一个村落。在一片肃静中二人听到了“还我田来”的叫喊声。
田冈 太郎
田冈吾市的儿子，30岁上下在进行地理和地热能利用专业方向的研究。早年间因为父亲过于流连女色而导致父母离异，和母亲移居到东京生活。在母亲死亡后时隔15年回到故乡与父亲见面。将在雪山中迷路的多多良两人在家招待。
田冈 吾市
田冈太郎的父亲。明治年间出生将近70岁的老人。非常喜好女色，将赚来的钱大部分都花在了女人身上，经常与家人发生冲突并殴打妻子。15年前和妻子离婚后就一直一个人居住。和伊势两人一个好色一个好酒，常年厮混在一起。受到伊势和田尾的诱惑准备开发温泉。
伊势 隆吉
田冈吾市的表兄弟，爱好喝酒。因为对家人的不管不顾导致妻子劳累过度死在田间。
田尾 信三
住在松本的温泉挖掘师。

### 手之目
在泥田坊事件解决以后，多多良三人决定稍微绕道继续进行调查。然而三人再次在群马县的山中迷路，不得不再次寻找村庄投宿。村庄中的男人们夜晚的行迹十分可疑。
宿屋老板娘
多多良一行人投宿的宿屋老板娘，怀疑丈夫深夜外出买春，向好奇的多多良三人抱怨。
小针 信介
村中宿屋的老板，总是在深夜外出。故事发生时高烧39°外出消失。
富之市
村中的按摩师，65岁，真名叫菰田勘助。自称继承了之前侍奉过的孤寡老人的遗产曾从事放贷，为了寻求安静来村中定居。拒绝了村人的贷款请求，但是诱惑村人和他赌博。
中井 八兵卫
村中的宿老，89岁。给多多良一行人介绍了村中的习俗与过去对于养蚕的禁忌。

### 古库里婆
昭和26年的秋天，在东京蒲田举办的展览会上，多多良二人与笹田富与巳重逢。继而引出了即身佛的故事。
笹田 富与巳
沼上曾经参加的同好会的成员，别号“珍珠”。战争时期跟随家人撤退到秋田，在战后就留在了当地。为了帮亲戚寻找大正时期丢失的优门海上人的即身佛前往东京参观展览与多多良二人重逢。
栗田 周次
岩手出身的祈祷师，栗田幸最初的丈夫。在被村人赶走后来到紫云院，遁入佛门修行。之后改名为周海，死于明治20年。
栗田 幸
栗田周次的妻子，88岁。在丈夫死后管理紫云院接待不管来自何方的旅客。
浅野 六次
多多良二人在山中宿屋遇到的男人，给他们介绍了紫云院的存在。在二人醉酒后偷取了二人的钱和行李。
山浦 匡太郎
紫云院附近村落的富商和藏书家，昭和23年离家后“神隐”。
中禅寺 秋彦
中野的古书商。为了处理“神隐”的藏书家的古迹来到了当地。后来和多多良二人成为了好友。
伊庭 银四郎
东京警视厅的警部补。曾隶属于长野县本部。因为对于展览会上的优门海上人的即身佛的怀疑和里村宏市一同前往出羽调查。
也在阴摩罗鬼之瑕中登场。
里村 宏市
中禅寺的熟人，热衷于解刨。自身开设医院的同时也在警视厅兼任法医。接受了警视厅的委托和伊庭一同前往出羽。

## 出版信息
| 出版者       | 出版日期       | 媒介   | 頁數  | 書籍編碼           | 譯者   |  |
| ------------ | -------------- | ------ | ----- | ------------------ | ------ |  |
| 講談社Novels | 2001年11月06日 | 新书版 | 480页 | ISBN 9784061822214 |        |  |
| 講談社Novels | 2006年06月15日 | 文库本 | 770頁 | ISBN 9784062754200 |        |  |
| 独步文化     | 2023年5月2日   | 丛书   | 496頁 | ISBN 9789866043475 | 王华懋 |  |
| 世纪文景     | 2014年9月1日   | 丛书   | 475頁 | ISBN 9787208123182 | 王华懋 |  |

## 外部連結
- （简体中文）今昔续百鬼：云 (豆瓣) - 豆瓣读书 （页面存档备份，存于）